# Campephaga
A Campephaga a madarak osztályának verébalakúak (Passeriformes) rendjébe és a tüskésfarúfélék (Campephagidae) családjába tartozó nem.

## Rendszerezésük
A nemet Louis Pierre Vieillot francia ornitológus írta le 1816-ban, az alábbi 4 faj tartozik ide:
- sárgavállú hernyóevő (Campephaga flava)
- pirosvállú hernyóevő (Campephaga phoenicea)
- Campephaga petiti
- Campephaga quiscalina